# Faktion
Faktion (engelska: faction) är en litterär genre som blandar faktatext och skönlitteratur – ordet är ett så kallat teleskopord av orden fakta och fiktion. Skillnaden mellan faktatext och skönlitteratur är hur dessa förhåller sig till verkligheten. Faktatext ska berätta sanning om sitt ämne, medan skönlitteratur inte ska det utan bör läsas litterärt.
Faktion förenar fakta och fiktion på ett konstnärligt sätt. Meningen är att ett konstnärligt värde skapas genom "medveten ambivalens" mellan det sanna och det påhittade. Graden av medvetenhet kan variera, liksom hur mycket av denna medvetenhet som konstnären väljer att visa utåt.
Litteraturvetaren Bo G Jansson delar faktioner i tre typer: dokudramat, som är en berättelse som äger spelfilmens eller romanens form men skildrar historiskt verkliga händelser; dramadokumentären där framställningssättet växlar, men där historiskt verifierbara källor presenteras direkt och okommenterat; och dokusåpan som utmärks av att ge intryck av att skildra verkliga händelser när de äger rum, fastän presentationen av dem i själva verket är redigerad i efterhand.
En viktig dimension är alltså var konstnären placerar gränsen mellan fakta och fiktion och hur tydlig denna gräns är. Oberoende av huruvida den uppfattas subjektivt eller objektivt kan gränsen vara tydligare (Med kallt blod av Truman Capote), suddigare (TV-serien Expedition Robinson, Lasermannen av Gellert Tamas och Regissören av Alexander Ahndoril).
Faktion är således inte begränsad till litteratur utan existerar även i andra konstformer.
Många menar att det är omöjligt att dra en gräns mellan fiktion och fakta, eftersom all fiktion innehåller fakta och all presentation att fakta innehåller fiktiva moment (urval, ordning, ordval osv).